# SSG Standard Solutions Group
SSG Standard Solutions Group AB är ett svenskt företag som levererar tekniska standarder, tjänster och utbildningar för industrin. SSG ägs av Sveriges största skogsindustrier, SCA, BillerudKorsnäs, Södra Skogsägarna, Holmen, StoraEnso och Metsä Board. SSG levererar bland annat SSG Entre, som är en säkerhetsutbildning för entreprenörer inom industrin.
Förutom bolaget fungerar SSG som ett industriellt nätverk med tio kommittéer där representanter från svensk industri deltar.
SSG har cirka 100 anställda och har huvudkontor i Sundsvall.

## SSG Entre
SSG tillhandahåller SSG Entre, som är en kurs inom säkerhet och arbetsmiljö för industrin. I dag ställer över 300 industrianläggningar i Sverige krav på SSG Entre för att få utföra arbete och över 400 000 entreprenörer har gått kursen. Kursen innehåller grundläggande säkerhetsinformation kring arbetsmiljöarbete, tillstånd, krav, miljö samt nödlägesberedskap.

## Historia
SSG startades på 1950-talet som en underavdelning till SCA med namnet Skogsindustriella Standardiseringsgruppen. Uppdraget var att ta fram interna företagsstandarder för delar på SCA:s anläggningar. På 60-talet startades sedan SKC, Skogsindustriella Klassifikationscentralen, som klassificerade artiklar i SCA:s lager. På 60-talet blev konkurrerande bolag till SCA inbjudna att ta del av standardiseringsverksamheten för att gemensamt effektivisera liknande verksamheter. Detta ledde till verksamheten separerades från SCA och fick namnet Skogsindustriella Standardiseringsgruppen. Under 90-talet gick SSG och SKC tillsammans under namnet SSG.
Under 2000-talet övergick ägandet till de nuvarande ägarbolagen.